# Jon Ander Olasagasti
Jon Ander Olasagasti, né le 16 août 2000 à Saint-Sébastien en Espagne, est un footballeur espagnol qui évolue au poste de milieu central à la Real Sociedad.

## Biographie

### En club
Né à Saint-Sébastien en Espagne, Jon Ander Olasagasti est formé par la Real Sociedad. Le 1er juillet 2020 il prolonge son contrat jusqu'en juin 2023 et promu avec l'équipe B.
Sous la direction de Xabi Alonso, Olasagasti participe à la montée de l'équipe B en deuxième division espagnole à l'issue de la saison 2020-2021.
Olasagasti joue son premier match en deuxième division le 24 septembre 2021 face à la SD Huesca. Il est titularisé et son équipe s'incline par deux buts à zéro,.
Il joue son premier match en équipe première le 1er décembre 2021, lors d'une rencontre de coupe d'Espagne face au CF Panadería Pulido (en). Il est titularisé et son équipe l'emporte par quatre buts à zéro,.

### En sélection
En mai 2022, il est appelé pour la première fois avec l'équipe d'Espagne espoirs, où il remplace son coéquipier de la Real Sociedad, Beñat Turrientes, forfait.

## Statistiques
Le tableau ci-dessous retrace la carrière de Jon Ander Olasagasti depuis ses débuts :

### Statistiques détaillées
| Saison                | Club                  | Championnat           | Championnat | Championnat | Coupe(s) nationale(s) | Coupe(s) nationale(s) | Compétition(s) continentale(s) | Compétition(s) continentale(s) | Compétition(s) continentale(s) | Total | Total |
| Saison                | Club                  | Division              | M.          | B.          | M.                    | B.                    | Comp.                          | M.                             | B.                             | M.    | B.    |
| 2021-2022             | Real Sociedad         | Liga                  | -           | -           | 2                     | 0                     | C3                             | -                              | -                              | 2     | 0     |
| 2022-2023             | Real Sociedad         | Liga                  | 3           | 0           | 1                     | 0                     | C3                             | -                              | -                              | 4     | 0     |
| 2023-2024             | Real Sociedad         | Liga                  | 12          | 0           | 3                     | 0                     | C1                             | 1                              | 0                              | 16    | 0     |
| Total sur la carrière | Total sur la carrière | Total sur la carrière | 15          | 0           | 6                     | 0                     | -                              | 1                              | 0                              | 22    | 0     |